# Sainte-Croix-Volvestre
Sainte-Croix-Volvestre (Okzitanisch: Senta Crotz de Volvèstre) ist eine französische Gemeinde mit 652 Einwohnern (Stand: 1. Januar 2022) im Département Ariège in der Region Okzitanien; sie gehört zum Arrondissement Saint-Girons, zum Gemeindeverband Couserans-Pyrénées und zum Kanton Portes du Couserans. Die Einwohner werden Cruxéens/Cruxéennes genannt.

## Geografie
Sainte-Croix-Volvestre liegt rund 73 Kilometer südwestlich der Stadt Toulouse im Nordwesten des Départements Ariège an der Grenze zum Département Haute-Garonne. Die Gemeinde besteht aus dem Dorf Sainte-Croix-Volvestre, zahlreichen Weilern und Streusiedlungen sowie Einzelgehöften. Der Fluss Volp durchquert die Gemeinde in nördlicher Richtung und bildet streckenweise die Gemeindegrenze. Sainte-Croix-Volvestre liegt innerhalb des Regionalen Naturparks Pyrénées Ariégeoises. Weite Teile der Gemeinde sind bewaldet. Verkehrstechnisch liegt die Gemeinde fernab von überregionalen Verkehrsverbindungen.
Umgeben wird Sainte-Croix-Volvestre von den Nachbargemeinden Montberaud (im Département Haute-Garonne) im Norden, Lahitère (im Département Haute-Garonne) im Nordosten, Montesquieu-Volvestre und Montbrun-Bocage (beide im Département Haute-Garonne) im Osten, Mérigon im Südosten, Lasserre im Süden, Tourtouse im Südwesten, Fabas im Westen sowie Le Plan (im Département Haute-Garonne) im Nordwesten.

## Geschichte
Um 1120 bestand bereits ein kleiner Ort rund um die Abtei, die von Mönchen aus dem Anjou gegründet worden war. Im Hundertjährigen Krieg wurden Dorf und Abtei völlig zerstört. Um 1530 besiedelten Glasbläser die wüste Gemeinde. Im Jahr 1569 wurde die Gemeinde in den Religionskriegen erneut verwüstet. Nur wenige Glasbläser blieben. Erst im 17. Jahrhundert entstanden Abtei und Gemeinde neu. Im Mittelalter lag der Ort innerhalb der Provinz Couserans, die wiederum ein Teil der Provinz Gascogne war. Die Gemeinde gehörte von 1793 bis 1801 zum District Saint-Girons. Zudem war Sainte-Croix-Volvestre von 1793 bis 2015 Hauptort des Kantons Sainte-Croix-Volvestre. Die Gemeinde ist seit 1801 dem Arrondissement Saint-Girons zugeteilt. In seinem heutigen Umfang besteht die Gemeinde seit der Vereinigung von Citas und Sainte-Croix in den Jahren zwischen 1790 und 1794. Den heutigen Namen trägt sie seit 1958. Vorher hieß sie Sainte-Croix.

## Bevölkerungsentwicklung
| Jahr                       | 1962 | 1968 | 1975 | 1982 | 1990 | 1999 | 2006 | 2019 |
| Einwohner                  | 533  | 502  | 512  | 520  | 585  | 611  | 654  | 620  |
| Quellen: Cassini und INSEE |      |      |      |      |      |      |      |      |

## Sehenswürdigkeiten
- Markthallen aus dem 18. Jahrhundert (heute zerstört), seit 1973 ein Monument historique[1]
- Überreste der ehemaligen Abtei fontreviste (nach Fontevrault im Anjou, dem Mutterkloster), seit 2012 ein Monument historique[2][3]
- Kirche Saint-Fiacre aus dem 18. Jahrhundert
- Regionalmuseum Volvestre (Traditionen und Kunst aus der Region) in der ehemaligen Polizeistation hinter der Kirche
- Kapelle mit Kalvarienberg in Ramé
- Höhle Grotte de Sainte Croix, im Mittelalter Zufluchtsort für Albigenser
- Denkmal für die Gefallenen[4]
- Protestantische Kirche in Palé in einer Scheune aus dem 17. Jahrhundert
- mehrere Wegkreuze